# SPAD S.XI
Le SPAD S.XI ou SPAD 11 était un avion de reconnaissance français biplan à deux places  utilisé durant la Première Guerre mondiale.

## Conception
Le SPAD XI fut l'œuvre de Louis Béchereau, designer en chef de la Société pour l'Aviation et ses Dérivés (SPAD). Il a également conçu les SPAD 7 et SPAD 13  avions de combat monoplaces. Il a été développé d'après la spécification militaire C2, qui demandait à un avion de combat à deux places. 
En raison de son incapacité à atteindre les niveaux de performance et de manœuvrabilité  exigés par la spécification C2, le SPAD 11 a été utilisé, de même que les plus performants, Salmson 2 et Breguet 14, pour remplacer les avions de reconnaissance Sopwith 1½ Strutter et Dorand AR vieillissants. Des problèmes persistants avec le SPAD 11 ont conduit à son remplacement précoce par la variante SPAD S.XVI ou SPAD 16. Le SPAD 11 avait une certaine ressemblance avec les chasseurs monoplaces de Béchereau et employait à peu près la même méthode de construction simple. Plus long et plus lourd que les chasseurs, les ailes inférieures du SPAD 11 ont été conçues avec des découpes pour améliorer la vision du sol de l'observateur. L'avion était armé d'une mitrailleuse Vickers de 0,303 pouce (7,7 mm) qui tirait vers l'avant et d'une mitrailleuse Lewis de même calibre sur une monture mobile pour l'observateur. Les essais du SPAD 11 ont montré des performances médiocres, jugées un peu meilleures que celles du SPAD SA de 1915 et il a été rejeté comme un avion de combat de classe C.2, et reclassé comme un avion de reconnaissance A.2. 
D'autres problèmes ont été rencontrés avec le moteur Hispano-Suiza 8 B. Certains avions ont été équipés d'un moteur Renault 12 cylindres, mais cela a encore réduit les performances de l'avion. Des problèmes de pilotage ont été rencontrés, dont la lourdeur de la queue, rendant l'avion fatigant à manœuvrer, et une propension à caler. En dépit de ces défauts, le SPAD était toujours supérieur aux Sopwiths et aux Dorands, et 12 escadrons ont été entièrement équipés de SPAD 11. Quelque 1000 SPAD 11 ont été construits, dont la plupart étaient hors service à l'automne 1918, généralement remplacés par le SPAD S.XVI.
Trois escadrons belges et deux des États-Unis ont utilisé le SPAD 11. Le SPAD 11 était impopulaire chez les américains, comme chez les français, tellement que l'un des deux escadrons les a remplacés par Sopwith 1½ Strutters.  L'Uruguay a acheté un petit nombre d'avions après la guerre et certains exemplaires ont été utilisés par la Russie et le Japon.
Un seul SPAD 11 a été modifié en tant que chasseur de nuit, équipé d'un projecteur sur un châssis monté en avant de l'hélice, selon la spécification Cn2.